# Žalm 148

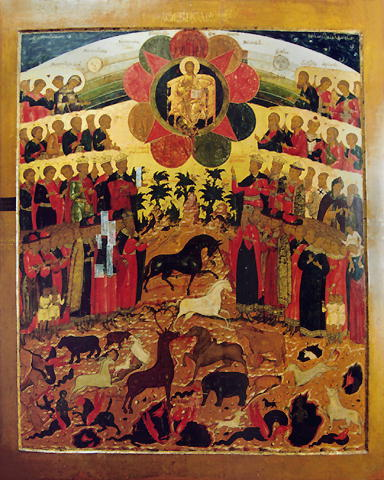
Pravoslavná ikona, zobrazující zástupy, klanějící se Hospodinovu jménu (podle žalmu 148, Jaroslavl, Rusko)

Žalm 148 (Chvalte Hospodina z nebes, chvalte ho ve výšinách!, lat. Laudate Dominum de caelis laudate eum in excelsis) je součástí starozákonní Knihy žalmů. Jedná se o chvalozpěv, který vybízí veškeré stvoření k tomu, aby opěvovalo svého Tvůrce za všechno, co od něj přijímá, a připojilo se k synů Izraele v jejich uctívání Hospodina. Žalm je součástí liturgie jak většiny křesťanských církví, tak i v judaismu.

## Text
| verš | hebrejský originál                                          | český překlad                                                                                          | latinský překlad (Vulgata) |
| ---- | ----------------------------------------------------------- | --- | --- |
| 1    | הַלְלוּ-יָהּ:הַלְלוּ אֶת-יְהוָה, מִן-הַשָּׁמַיִם; הַלְלוּהוּ, בַּמְּרוֹמִים             | Haleluja. Chvalte Hospodina z nebes, chvalte ho ve výšinách!                                           | Alleluia laudate Dominum de caelis laudate eum in excelsis                                                                                |
| 2    | הַלְלוּהוּ כָל-מַלְאָכָיו; הַלְלוּהוּ, כָּל-צְבָאָו                           | Chvalte ho, všichni jeho andělé, chvalte ho, všechny jeho zástupy.                                     | Laudate eum omnes angeli eius laudate eum omnes virtutes eius                                                                             |
| 3    | הַלְלוּהוּ, שֶׁמֶשׁ וְיָרֵחַ; הַלְלוּהוּ, כָּל-כּוֹכְבֵי אוֹר                      | Chvalte ho, slunce s měsícem, chvalte ho, všechny jasné hvězdy.                                        | Laudate eum sol et luna laudate eum omnes stellae et lumen                                                                                |
| 4    | הַלְלוּהוּ, שְׁמֵי הַשָּׁמָיִם; וְהַמַּיִם, אֲשֶׁר מֵעַל הַשָּׁמָיִם                     | Chvalte ho, nebesa nebes, rovněž vody nad nebesy,                                                      | Laudate eum caeli caelorum et aqua quae super caelum est                                                                                  |
| 5    | יְהַלְלוּ, אֶת-שֵׁם יְהוָה: כִּי הוּא צִוָּה וְנִבְרָאוּ                        | chvalte Hospodinovo jméno! Vždyť on přikázal, a bylo to stvořeno,                                      | Laudent nomen Domini quia ipse dixit et facta sunt ipse mandavit et creata sunt                                                           |
| 6    | וַיַּעֲמִידֵם לָעַד לְעוֹלָם; חָק-נָתַן, וְלֹא יַעֲבוֹר                        | on tomu dal povstat navěky a navždy, nařízení, které vydal, nepomine.                                  | Statuit ea in saeculum et in saeculum saeculi praeceptum posuit et non praeteribit                                                        |
| 7    | הַלְלוּ אֶת-יְהוָה, מִן-הָאָרֶץ-- תַּנִּינִים, וְכָל-תְּהֹמוֹת                   | Ze země ať chválí Hospodina netvoři a všechny propastné tůně,                                          | Laudate Dominum de terra dracones et omnes abyssi                                                                                         |
| 8    | אֵשׁ וּבָרָד, שֶׁלֶג וְקִיטוֹר; רוּחַ סְעָרָה, עֹשָׂה דְבָרוֹ                     | oheň, krupobití, sníh i mlha, bouřný vichr, který plní jeho slovo,                                     | Ignis grando nix glacies spiritus procellarum quae faciunt verbum eius                                                                    |
| 9    | הֶהָרִים וְכָל-גְּבָעוֹת; עֵץ פְּרִי, וְכָל-אֲרָזִים                          | horstva a všechny pahorky, ovocné stromy a všechny cedry,                                              | Montes et omnes colles ligna fructifera et omnes cedri                                                                                    |
| 10   | הַחַיָּה וְכָל-בְּהֵמָה; רֶמֶשׂ, וְצִפּוֹר כָּנָף                               | zvěř a všechna dobytčata, plazi, okřídlené ptactvo,                                                    | Bestiae et universa pecora serpentes et volucres pinnatae                                                                                 |
| 11   | מַלְכֵי-אֶרֶץ, וְכָל-לְאֻמִּים; שָׂרִים, וְכָל-שֹׁפְטֵי אָרֶץ                     | králové země a všechny národy, vladaři a všichni soudci země,                                          | Reges terrae et omnes populi principes et omnes iudices terrae                                                                            |
| 12   | בַּחוּרִים וְגַם-בְּתוּלוֹת; זְקֵנִים, עִם-נְעָרִים                          | jinoši i panny, starci i mladí.                                                                        | Iuvenes et virgines senes cum iunioribus laudent nomen Domini                                                                             |
| 13   | יְהַלְלוּ, אֶת-שֵׁם יְהוָה-- כִּי-נִשְׂגָּב שְׁמוֹ לְבַדּוֹ:הוֹדוֹ, עַל-אֶרֶץ וְשָׁמָיִם     | Ať chválí Hospodinovo jméno, pouze jeho jméno je vyvýšené, jeho velebnost je nad zemí i nebem.         | Quia exaltatum est nomen eius solius |
| 14   | וַיָּרֶם קֶרֶן לְעַמּוֹ, תְּהִלָּה לְכָל-חֲסִידָיו--לִבְנֵי יִשְׂרָאֵל, עַם קְרֹבוֹ:הַלְלוּ-יָהּ | Vyvýšil roh svého lidu k chvále všech svých věrných, synů Izraele, lidu, který je mu blízký. Haleluja. | Confessio eius super caelum et terram et exaltabit cornu populi sui hymnus omnibus sanctis eius filiis Israhel populo adpropinquanti sibi |

## Užití v liturgii

### V křesťanství
V římskokatolické církvi se užívá při modlitbě hodinek během laud v neděli třetího týdne.
V Pravoslaví se užívá zvolání ze žalmu pravidelně v každé liturgii svatého otce Jana Zlatoústého.

### V judaismu
V judaismu je žalm podle siduru součástí každodenní ranní modlitby, kde je zařazen do cyklu chvalozpěvů Psukej de-zimra („Verše písní“) a kde tvoří s předchozíma dvěma a následujícíma dvěma žalmy jakýsi sborový, mnohohlasý zpěv, jejichž crescendo vyjadřuje Hospodinu chválu, která se stupňuje a sílí až nakonec vyvrcholí mohutným výkřikem lásky ve slovech: „Pochválen budiž Hospodin na věky! Amen i amen. Pochválen budiž Hospodin ze Siona, Jenž sídlí v Jerusalémě! Halelujah! Pochválen budiž Hospodin Bůh, Bůh Israele, Jenž činí divy sám, a pochváleno budiž jméno Jeho slavné na věky; a naplněna budiž slávou Jeho všecka země! Amen i Amen.“ Prvních šest veršů 148. žalmu je též recitováno večer, a to v období první poloviny kalendářních měsíců při obřadu Kiduš levana („Posvěcení luny“). Spis Šimuš Tehilim („Užití Žalmů“), jehož autorem je zřejmě židovský učenec Chaj Ga'on (939–1038), navíc uvádí, že recitace 148. žalmu skýtá ochranu před zničujícími požáry.

## Užití v hudbě
Mezi významná hudební zpracování žalmu 148 patří díla těchto autorů:
- Marc-Antoine Charpentier, Laudate Dominum de coelis (H177, 1680)
- Jean-Baptiste Lully, částečně v Jubilate Deo
- Charles Levens